# Pep Anton Muñoz
Josep "Pep" Antón Muñoz David (Barcelona, 5 de agosto de 1956) es un actor de teatro, cine, doblaje y televisión español.
Desde los años 70 ha desarrollado una amplia carrera en el teatro barcelonés, participando tanto en comedias como en dramas y musicales. Sus incursiones en el mundo del cine han sido mucho más limitadas, aunque, como actor de doblaje ha puesto su voz a Hugh Grant, Kevin Bacon, Tim Roth, Billy Bob Thornton, Matthew Modine, James Woods, Christoph Waltz, entre otros. 
A partir de los años 1990 se ha convertido en un rostro popular en Cataluña, gracias a sus papeles protagonistas en las series de TV3 Nissaga de poder, El cor de la ciutat y en la octava y última temporada de La Riera; interpretando a Gerard Vilalta, Pere Peris y Emili Avellaneda Ramoneda, respectivamente.
En 2011 da el salto a la televisión estatal de la mano de Gran Hotel, producción de Antena 3, interpretando a Horacio Ayala, de profesión detective. Desde 2015 hasta 2017 interpretó a Enrique Gutiérrez en la serie de TVE Seis hermanas.

## Reconocimientos
En 2009 recibió el Premio Gaudí al mejor actor secundario por su actuación en Bienvenido a Farewell-Gutmann.

## Teatro
- 2009- La casa dels cors trencats, de George Bernard Shaw. Dir. Josep Maria Mestres. TNC, Barcelona
- 2007- Un fill, un llibre, un arbre, de Jordi Silva. Dir. Antonio Calvo. TNC, Barcelona
- 2005- El professional, de Dusan Kovacevic. Dir. Magda Puyo. TNC, Barcelona
- 2004- Casa de nines, de Henrik Ibsen. Dir. Rafael Durán. TNC, Barcelona
- 2003- El tinent d´Inishmore, de Martin McDonagh. Dir. Josep M. Mestres. TNC, Barcelona
- 2003- Romeu i Julieta, de William Shakespeare. Dir. Josep M. Mestres. Teatre Lliure, Barcelona
- 2003- Retorn al desert, de Bernard Marie Koltès. Dir. Carme Portaceli. Teatre Lliure, Barcelona
- 2002- La filla del mar, de Àngel Guimerà. Dir. Josep M. Mestres. TNC, Barcelona
- 2001- Sopar d´amics de D. Margulies. Teatro Apolo (Barcelona)
- 2000- L´augment de Georges Perec. Teatreneu (Barcelona)
- 2000- Penjats de T. First. Villarroel Teatre (Barcelona)
- 1999- Sota el bosc lacti de Dylan Thomas. Teatre Grec (Barcelona)
- 1999- Cantonada Brossa de Joan Brossa. Teatre Lliure (Barcelona)
- 1998- Fuita de Jordi Galcerán. Teatro Principal (Barcelona)
- 1997- El florido pensil de Andrés Sopeña. Dir. Fernando Bernués. Teatro Poliorama, Barcelona
- 1997- Pat´s Room de Núria Amat. Grec/Sala Beckett (Barcelona)
- 1996- Portes comunicades de Alan Ayckbourn. Dir. Josep M. Mestres. Teatre Joventut (Hospitalet)
- 1988- Titànic-92 de Guillem Jordi Graells. Dir. Pere Planella. Teatre Lliure (Barcelona)
- 1987- El 30 d´abril de Joan Oliver. Dir. Pere Planella. Teatre Lliure (Barcelona)
- 1986- Damunt l´herba de Guillem Jordi Graells. Dir. Pere Planella. Teatre Lliure (Barcelona)
- 1983- Advertència per a embarcacions petites de Tennessee Williams. Dir. Carlos Gandolfo. Teatre Lliure (Barcelona)
- 1982- La dama enamorada de Puig i Ferreter. Dir. Josep M. Segarra. Teatre de l´Escorpí. Festival Sitges
- 1981- Mort accidental d'un anarquista de Darío Fo. Dir. Pere Planella. Teatre Regina, Villarroel Teatre i Teatre Martínez Soria. (Barcelona), Sala Olimpia (Madrid)
- 1980- Hamlet de William Shakespeare. Dir. Pere Planella. Compañía Enric Majó.
- 1980- Un lloc entre els morts de Maria Aurèlia Capmany. Dir. Josep Montanyès. Teatro Romea (Barcelona)
- 1980- L´armari en el mar de Joan Brossa/Carles Santos. Dir. Guillem-Jordi Graells y Fabià Puigserver. Teatre Lliure (Barcelona)
- 1979- El mal de la joventut de Frank Wedekind. Dir. Jordi Mesalles. Teatre de l'Institut (Barcelona)
- 1979- Antoni i Cleopatra de William Shakespeare. Dir. Jordi Mesalles. Teatre Grec (Barcelona)
- 1979- Antígona de Salvador Espriu. Dir. Josep Montanyès. Teatre d´Horta (Barcelona)
- 1978- Sueño de una noche de verano de William Shakespeare. Centro Cultural de la Villa de Madrid (Madrid)
- 1977 - Home amb blues. Dir. Guillem-Jordi Graells y Josep Montanyès. Teatre de l'Escorpí-Teatre d'Horta (Barcelona)
- 1976- El bon samarità de J. Abellán. Dir. Lluís Pasqual, Pere Planella y Fabià Puigserver. Teatre Grec (Barcelona)

## Teatro musical
- 2006- Paradís, de Jordi Galcerán, Esteve Miralles i Albert Guinovart. Dir. Josep Maria Mestres. Teatre Condal (Barcelona)
- 2001- La bella Helena de Jacques Offenbach. Dir. Josep Maria Mestres. Teatro Victoria
- 1997- Company de Stephen Sondheim. Dir. Calixto Bieito. Teatre Lliure/Mercat de les Flors/Teatre Nacional (Barcelona)
- 1995- T'odio, amor meu de Cole Porter. Dir. Joan-Lluís Bozzo. Teatro Victoria-Teatro Nuevo Apolo (Madrid)
- 1994- Sueño de una noche de verano de Felix Mendelssohn. Dir. Guillem-Jordi Graells. Palau de la Música (Barcelona)
- 1993- Some enchanted evening. Dir. Josep Pons. Teatre Lliure (Barcelona)
- 1993- Casem-nos una mica de Stephen Sondheim. Dir. Pere Planella. Villarroel Teatre (Barcelona) (Premio de la Crítica)
- 1990- Estan tocant la nostra cançó. Dir. Ricard Reguant. Teatro Goya (Barcelona), Teatro Alcalá Palace (Madrid)
- 1987- La tenda dels horrors. Dir. Ricard Reguant. Grec/Teatro Victoria (Barcelona)
- 1984- Cançó d´amor i de guerra. Gran Teatro del Liceo (Barcelona)
- 1979- La bella Helena de Jacques Offenbach. Dir. Pere Planella. Teatre Lliure (Barcelona)
- 1977- Home amb blues Dir. Guillem-Jordi Graells-Josep Montanyès. Teatre de l'Escorpí /La locomotora negra

## Cine
- 2013- Un cuento de Navidad Dir. Silvia Quer.
- 2008- Ens veiem demà Dir. Xavi Berraondo.
- 2008- Henry IV Dir. Jo Baier.
- 2007- Bienvenido a Farewell-Gutmann Dir. Xavi Puebla.
- 1998- La ciudad de los prodigios Dir. Mario Camus.
- 1994- Jaume I, el Conquistador Dir. Antoni Verdaguer.
- 1993- Ni un pam de net Dir. Raimon Masllorens
- 1993- Monturiol, el senyor del mar Dir. Francesc Bellmunt
- 1988- Crits sords Dir. Raúl Contel
- 1985- Vivir cada día (L´home ronyó) Dir. Raúl Contel (Premio de interpretación masculina de la Generalidad de Cataluña)

## Televisión
- 2024: Tierra de mujeres para Apple TV+
- 2020: Alta mar para Netflix
- 2019-2020: El nudo Serie para Atresplayer Premium
- 2017-2018: Traición Serie para TVE
- 2016-2017: La Riera Serie para TV3
- 2015-2017: Seis hermanas Serie de TVE
- 2014: Isabel Serie de TVE
- 2011-2013: Gran Hotel Serie de Antena 3
- 2000-2009: El cor de la ciutat Serie para TV3
- 2008: Serrallonga Serie para TV3 (Dir. Esteve Rovira)
- 2000: Crims Serie para TV3
- 1997-1998: Nissaga de poder Serie para TV3
- 1994: Dones i homes tv. movie para TV3 (Dir. Antoni Verdaguer)
- 1993: Agencia de viatges sit-com para TV3
- 1992: Mirandolina Musical para TV3

## Doblaje
Se inició en doblaje a principios de los años 80, cuando tuvo que redoblarse en una película; vieron que tenía facilidad para auto-doblarse, y le propusieron doblar; en ese momento, dado que tenía escasez de trabajo en otros medios interpretativos, decidió probar en doblaje, desarrollando una carrera de más de 30 años y muchos trabajos destacados. Dobla habitualmente a Hugh Grant (por elección expresa del actor británico) y ocasionalmente a otros como James Woods, Stanley Tucci, Billy Bob Thornton, John Malkovich, Christoph Waltz, Tim Allen, Daniel Auteuil, Christian Clavier, Brad Dourif, Steve Buscemi, Tim Roth y, en versión catalana, a clásicos como James Stewart o Jack Lemmon.
También es habitual doblador, en versión castellana y catalana, de las producciones Disney (El jorobado de Notre Dame, “Hércules”, “Goofy”, "Genio"...) en los que interpreta tanto el texto como las canciones. Stanley Kubrick le envió una carta, en la que lo felicitaba por su trabajo doblando a Matthew Modine en "La chaqueta metálica".
Su hermano, Óscar Muñoz, también se dedica al doblaje siendo ya un habitual en este oficio ("Frodo" en El señor de los anillos).

## Número de doblajes de actores más conocidos
- Voz habitual de Hugh Grant (en 24 películas) desde 1994.
- Voz habitual de John Malkovich (en 24 películas) desde 1999.
- Voz habitual de Billy Bob Thornton (en 20 películas) desde 1997.
- Voz habitual de Stanley Tucci (en 18 películas) desde 1995.
- Voz habitual de Tim Roth (en 16 películas) desde 1995.
- Voz habitual de James Woods (en 14 películas) desde 1993.
- Voz habitual de Christoph Waltz (en 13 películas) desde 2009.

## Filmografía (Actor de doblaje)
| Actor original         | Título                                      | Personaje                               | Año       |
| ---------------------- | ------------------------------------------- | --------------------------------------- | --------- |
| Anthony Edwards        | Top Gun: Ídolos del aire                    | Nick "Goose" Bradshaw                   | 1986      |
| Bill Farmer            | Goofy e hijo                                | Goofy                                   | 1995      |
| Bernie Mac             | Madagascar 2: Escape de África              | Zuba                                    | 2008      |
| Bill Paxton            | Terminator                                  | Líder Punk                              | 1984      |
| Billy Bob Thornton     | Crueldad intolerable                        | Howard D. Doyle                         | 2003      |
| Billy West             | Space Jam                                   | Bugs Bunny                              | 1996      |
| Brad Dourif            | El Señor de los Anillos: las dos torres     | Gríma                                   | 2002      |
| Brad Dourif            | El Señor de los Anillos: el retorno del Rey | Gríma                                   | 2003      |
| Christian Clavier      | Astérix y Obélix contra César               | Astérix                                 | 1999      |
| Christian Clavier      | Astérix y Obélix: Misión Cleopatra          | Astérix                                 | 2002      |
| Christoph Waltz        | Malditos bastardos                          | Coronel Hans Landa                      | 2009      |
| Christoph Waltz        | Alita: Battle Angel                         | Doctor Ido Daisuke                      | 2019      |
| Christoph Waltz        | 007: SPECTRE                                | Franz Oberhauser / Ernst Stavro Blofeld | 2015      |
| Colin Firth            | Shakespeare in Love                         | Lord Wessex                             | 1998      |
| Dan Castellaneta       | Aladdín                                     | Genio                                   | 1994-1995 |
| David Bowie            | Basquiat                                    | Andy Warhol                             | 1996      |
| Derek Jacobi           | Gladiator: El gladiador                     | Senador Graco                           | 2000      |
| Doug Hutchison         | La milla verde                              | Percy Wetmore                           | 1999      |
| Dylan Baker            | Spider-Man 2                                | Dr. Curt Connors                        | 2004      |
| Dylan Baker            | Spider-Man 3                                | Dr. Curt Connors                        | 2007      |
| Eric Idle              | Casper                                      | Paul "Dibbs" Plutzker                   | 1995      |
| Gary Oldman            | Air Force One                               | Ivan Korshunov                          | 1997      |
| Hugh Grant             | Cuatro bodas y un funeral                   | Charles                                 | 1994      |
| Hugh Grant             | Sentido y sensibilidad                      | Edward Ferrars                          | 1995      |
| Hugh Grant             | Mickey ojos azules                          | Michael Felgate                         | 1999      |
| Hugh Grant             | Notting Hill                                | William Thacker                         | 1999      |
| Hugh Grant             | El diario de Bridget Jones                  | Daniel Cleaver                          | 2001      |
| Hugh Grant             | Amor con preaviso                           | George Wade                             | 2002      |
| Hugh Grant             | Un niño grande                              | Will Freeman                            | 2002      |
| Hugh Grant             | Love Actually                               | David                                   | 2003      |
| Hugh Grant             | Bridget Jones: Sobreviviré                  | Daniel Cleaver                          | 2004      |
| Hugh Grant             | ¿Qué fue de los Morgan?                     | Paul Morgan                             | 2009      |
| Hugh Grant             | Bridget Jones: loca por él                  | Daniel Cleaver                          | 2025      |
| Hugh Laurie            | Monstruos contra alienígenas                | Dr. Cucaracha                           | 2009      |
| James Woods            | Hércules                                    | Hades                                   | 1997      |
| John Cleese            | La princesa cisne                           | Jean Bob                                | 1994      |
| John Glover            | Batman y Robin                              | Jason Woodrue                           | 1995      |
| John Malkovich         | Cómo ser John Malkovich                     | John Horatio Malkovich                  | 1999      |
| John Malkovich         | Adaptation: El ladrón de orquídeas          | John Malkovich                          | 2002      |
| John Malkovich         | Quemar después de leer                      | Osborne Cox                             | 2008      |
| Judd Nelson            | El club de los cinco                        | John Bender                             | 1985      |
| Kevin Bacon            | Algunos hombres buenos                      | Capitán USMC Jack Ross                  | 1992      |
| Kevin Spacey           | Bichos: una aventura en miniatura           | Hopper                                  | 1998      |
| Leland Orser           | Salvar al soldado Ryan                      | Teniente DeWindt                        | 1998      |
| Mark Addy              | Los Picapiedra en Viva Rock Vegas           | Pedro Picapiedra                        | 2000      |
| Matthew Modine         | La chaqueta metálica                        | James T. Davis "Recluta Bufón"          | 1987      |
| Michael Jackson        | Moonwalker                                  | Michael                                 | 1988      |
| Nathan Lane            | Una jaula de grillos                        | Albert Goldman                          | 1996      |
| Nathan Lane            | Stuart Little                               | Bola de Nieve                           | 1999      |
| Nathan Lane            | Titan A.E.                                  | Preed                                   | 2000      |
| Nathan Lane            | Stuart Little 2                             | Bola de Nieve                           | 2002      |
| Phil Hartman           | Un padre en apuros                          | Ted Maltin                              | 1996      |
| Philip Seymour Hoffman | Misión imposible 3                          | Owen Davian                             | 2006      |
| Richard Roxburgh       | Ga'Hoole: la leyenda de los guardianes      | Rey Boron                               | 2010      |
| Robert Carlyle         | 007: El mundo nunca es suficiente           | Victor "Renard" Zokas                   | 1999      |
| Robin Williams         | Aladdín y el rey de los ladrones            | Genio                                   | 1996      |
| Rolf Saxon             | 007: El mañana nunca muere                  | Philip Jones                            | 1997      |
| Simon McBurney         | Misión imposible: Nación secreta            | Atlee                                   | 2015      |
| Stanley Tucci          | La terminal                                 | Frank Dixon                             | 2004      |
| Stanley Tucci          | Capitán América: el primer vengador         | Dr. Abraham Erskine                     | 2011      |
| Stanley Tucci          | Transformers: la era de la extinción        | Joshua Joyce                            | 2014      |
| Steve Buscemi          | Desperado                                   | Buscemi                                 | 1995      |
| Steve Buscemi          | Con Air: Convictos en el aire               | Garland Greene                          | 1997      |
| Steve Buscemi          | Big Fish                                    | Norther Winslow                         | 2003      |
| Tim Robbins            | La guerra de los mundos                     | Harlan Ogilvy                           | 2005      |
| Tim Roth               | Four Rooms                                  | Ted, el botones                         | 1995      |
| Tim Roth               | Aprendiz de caballero                       | Gerbino de la Ratta                     | 2008      |
| Tim Roth               | El increíble Hulk                           | Emil Blonsky / Abominación              | 2008      |
| William H. Macy        | Parque Jurásico III                         | Paul Kirby                              | 2001      |
| Woody Harrelson        | El escándalo de Larry Flynt                 | Larry Flynt                             | 1996      |